# Hobhouse
Hobhouse este un oraș din Africa de Sud.